# Juan Delgado
Juan Delgado (2 de maio de 1896 – 24 de dezembro de 1974) foi um esgrimista espanhol, que participou dos Jogos Olímpicos de Verão de 1924 e de 1928, sob a bandeira da Espanha.